# Kholsha-e Chahardeh
Kholsha-e Chahardeh (em persa: خلشاچهارده, também romanizada como Kholshā-e Chahārdeh e Kholshā’-e Chahārdeh) é uma aldeia do distrito rural de Chahardeh, situada no distrito central de Astaneh-ye Ashrafiyeh, na província de Gilan, no Irã. No censo de 2006, sua população era de 331, em 104 famílias.